# Рейтинг UFC
Рейтинг Ultimate Fighting Championship, который был представлен в феврале 2013 года, формируется комиссией для голосования, состоящей из представителей СМИ. Этих представителей СМИ просят проголосовать за тех, кого они считают лучшими бойцами UFC по весовым категориям и по соотношению «фунт за фунт.. Боец имеет право на голосование только в том случае, если он имеет активный статус в UFC. Боец может выступать более чем в одной весовой категории одновременно. Чемпион и временный чемпион считаются занимающими высшие позиции в своих соответствующих дивизионах и, следовательно, не имеют права на голосование по весовой категории. Тем не менее, за чемпионов можно проголосовать в рейтинге pound-for-pound
Ниже будет представлен список рейтинга UFC
|                    | Боец                  | Рекорд                |
| ------------------ | --------------------- | --------------------- |
| ЧЕМПИОН            | Леон Эдвардс          | (22-3-0)              |
| Заголовок строки 2 | Содержимое ячейки 2-1 | Содержимое ячейки 2-2 |

## Правило подсчета
Боец имеет право на голосование только в том случае, если он имеет активный статус в UFC. Боец может выступать более чем в одной весовой категории одновременно. Чемпион и временный чемпион считаются занимающими высшие позиции в своих соответствующих дивизионах и, следовательно, не имеют права на голосование по весовой категории. Тем не менее, за чемпионов можно проголосовать в рейтинге pound-for-pound.